# Just Dance 2019
Just Dance 2019 es el décimo juego de la serie Just Dance, desarrollada por Ubisoft. Su lanzamiento inicial para las consolas en las que está disponible fue el 23 de octubre de 2018 en América. Fue anunciado oficialmente en la conferencia de prensa de Ubisoft en la E3 2018 el 11 de junio de 2018. Será el primer juego desde Just Dance 3 que no estará disponible para PlayStation 3. Este es el último juego de la serie disponible para Xbox 360 y Wii U, como también el último videojuego lanzado para ambas plataformas.

## Modo de juego
Como en las anteriores entregas, el jugador tiene que seguir al entrenador de la pantalla como si este fuera su reflejo en un espejo. Dependiendo del desempeño del jugador se irá marcando la puntuación con X, OK, GOOD, SUPER, PERFECT y YEAH (en el caso de los Gold Moves o Movimientos de oro). En las versiones de PlayStation 4 y Xbox One, puedes usar Just Dance Controller en un teléfono inteligente como método alternativo para jugar, hasta 6 jugadores se pueden conectar a una misma consola.

## Desarrollo
El 11 de junio de 2018, fue anunciado oficialmente Just Dance 2019, en el E3 2018, en la conferencia de prensa de Ubisoft, anunciado oficialmente las primeras 11 canciones.
Entre el 19 y el 21 de julio de 2018, se anunciaron las canciones Havana, Fire on the Floor y New Reality".
El 26 de julio de 2018, la canción Dame Tu Cosita, fue trasladada a Unlimited de Just Dance 2018.
El 21 de agosto de 2018, fue anunciada la segunda parte del listado de canciones en el Gamescom 2018, anunciando oficialmente 12 canciones
El 6 de septiembre de 2018, fue anunciada la canción Where Are You Now?, además anunciaron su versión alternativa y la alternativa de Bum Bum Tam Tam.
El 13 de septiembre de 2018, fueron anunciadas las alternativas de OMG y de Water Me.
El 19 de septiembre de 2018, fue anunciada la versión alternativa de Mi Mi Mi.
El 20 de septiembre de 2018, fue anunciada la canción Adeyyo.
El 27 de septiembre de 2018, fueron anunciadas las canciones Rave in the Grave, Sugar y Un Poco Loco.
El 4 de octubre de 2018, fueron anunciadas las canciones New Rules, además de su versión alternativa, Not Your Ordinary y Sweet Little Unforgettable Thing. Además se anunció la canción Ничего на свете лучше нету (Nichego Na Svete Luchshe Netu), exclusiva para Rusia.
El 5 de octubre de 2018, fue anunciada la canción No Tears Left To Cry.
El 10 de octubre de 2018, fue anunciada la canción Hala Bel Khamis, exclusiva por primera vez para el Medio Oriente.
El 11 de octubre de 2018, fueron anunciadas las canciones Calypso, Obsesión y Sangría Wine en el Brasil Game Show.
El 18 de octubre de 2018, fueron anunciadas las canciones Ça Plane Pour Moi y DDU-DU DDU-DU.
Entre el 22 y 23 de octubre de 2018, fueron anunciadas las canciones Milosc w Zakopanem y Nice For What, también se anunciaron, las versiones alternativas de A Little Party Never Killed Nobody (All We Got), Bang Bang Bang, Finesse (Remix), Havana, Mad Love y Work Work. Además se anunció la canción del modo Unlimited On Ne Porte Pas De Sous-Vêtements y las canciones del modo Kids.
El 29 de octubre de 2018, fue eliminada en las consolas de octava generación la canción Nice For What, debido a problemas de licencia y sustituida por la canción Make Me Feel.
El 12 de noviembre de 2018, fue lanzada la demo del juego con la canción One Kiss, para Nintendo Switch, PlayStation 4 y Xbox One.
El 20 de diciembre de 2018, fue lanzada en Unlimited la canción Done For Me.
El 7 de marzo de 2019, fue lanzada en Unlimited la canción Medicina.
El 14 de marzo de 2019, fue lanzada en Unlimited la canción Lush Life.
El 21 de marzo de 2019, fue lanzada en Unlimited la canción Criminal.
El 27 de junio de 2019, se anunció en Unlimited la lista de reproducción «Summer Vibes» con las canciones Jump y Peanut Butter Jelly y la versión alternativa de Medicina.
El 16 de octubre de 2019, se anunció en Unlimited la lista de reproducción «Just Dance 2020 Celebration» con las canciones Don't Know Me, Boys y Mayores, y la agregada de las canciones de Just Dance 2 Lump, Proud Mary y Soul Bossa Nova. Además se anunció que la canción también anunciada de Just Dance 2020, 7 Rings, estaría disponible en Unlimited, por una semana.

## Lista de canciones
Just Dance 2019 se compone de los siguientes 42 sencillos musicales:
| Canción                                           | Artista                                                                 | Año  | Modo       | Dificultad | Intensidad | Bailarín(a/es/as) |
| ------------------------------------------------- | ----------------------------------------------------------------------- | ---- | ---------- | ---------- | ---------- | ----------------- |
| "A Little Party Never Killed Nobody (All We Got)" | Fergie, Q-Tip & GoonRock                                                | 2013 | Solo       | Fácil      | Moderada   | ♂                 |
| "Adeyyo"                                          | Ece Seçkin                                                              | 2016 | Solo       | Fácil      | Mínima     | ♀                 |
| "Bang Bang Bang" (N)                              | BIGBANG                                                                 | 2015 | Trío       | Difícil    | Intensa    | ♂/♂/♂             |
| "Bum Bum Tam Tam"                                 | MC Fioti, Future, J Balvin, Stefflon Don, Juan Magan                    | 2017 | Dúo        | Medio      | Moderada   | ♀/♂               |
| "Ça Plane Pour Moi" (*)                           | Bob Platino (Original de Plastic Bertrand)                              | 1977 | Solo       | Medio      | Intensa    | ♂                 |
| "Calypso"                                         | Luis Fonsi ft. Stefflon Don                                             | 2018 | Solo       | Fácil      | Minima     | ♀                 |
| "DDU-DU DDU-DU"                                   | BLACKPINK                                                               | 2018 | Dance Crew | Difícil    | Mínima     | ♀/♀/♀/♀           |
| "Familiar"                                        | Liam Payne & J Balvin                                                   | 2018 | Solo       | Fácil      | Mínima     | ♂                 |
| "Finesse (Remix)" (N)                             | Bruno Mars ft. Cardi B                                                  | 2018 | Dance Crew | Fácil      | Moderada   | ♂/♂/♀/♀           |
| "Fire"                                            | LLP ft. Mike Diamondz                                                   | 2015 | Dúo        | Medio      | Intensa    | ♂/♂               |
| "Fire On The DanceFloor" (D)                      | Michelle Delamor                                                        | 2018 | Solo       | Medio      | Mínima     | ♀                 |
| "Havana" (N)                                      | Camila Cabello                                                          | 2017 | Solo       | Fácil      | Mínima     | ♀                 |
| "I Feel It Coming"                                | The Weeknd ft. Daft Punk                                                | 2016 | Solo       | Fácil      | Mínima     | ♂                 |
| "I'm Still Standing" (*)                          | Top Culture (Original de Elton John)                                    | 1983 | Solo       | Fácil      | Moderada   | ♂                 |
| "Mad Love"                                        | Sean Paul & David Guetta ft. Becky G                                    | 2018 | Dúo        | Medio      | Moderada   | ♀/♂               |
| "Mama Mia"                                        | Mayra Verónica                                                          | 2013 | Dúo        | Fácil      | Mínima     | ♀/♀               |
| "Make Me Feel" (8)                                | Janelle Monáe                                                           | 2018 | Solo       | Fácil      | Mínima     | ♀                 |
| "Mi Mi Mi" (*)                                    | Hit The Electro Beat (Original de Serebro)                              | 2013 | Dúo        | Fácil      | Moderada   | ♂/♀               |
| "Miłość w Zakopanem"                              | Sławomir                                                                | 2017 | Solo       | Medio      | Intensa    | ♂                 |
| "Narco"                                           | Blasterjaxx & Timmy Trumpet                                             | 2017 | Solo       | Medio      | Moderada   | ♂                 |
| "New Reality"                                     | Gigi Rowe                                                               | 2018 | Solo       | Difícil    | Mínima     | ♀                 |
| "New Rules"                                       | Dua Lipa                                                                | 2017 | Solo       | Fácil      | Mínima     | ♀                 |
| "New World"                                       | Krewella & Yellow Claw ft. VaVa                                         | 2017 | Solo       | Difícil    | Mínima     | ♀                 |
| "No Tears Left to Cry"                            | Ariana Grande                                                           | 2018 | Solo       | Fácil      | Mínima     | ♀-♀               |
| "Not Your Ordinary"                               | Stella Mwangi                                                           | 2017 | Dance Crew | Medio      | Mínima     | ♀/♀/♀/♀           |
| "Obsesión"                                        | Aventura                                                                | 2002 | Dúo        | Medio      | Mínima     | ♂/♀               |
| "OMG"                                             | Arash ft. Snoop Dogg                                                    | 2016 | Trio       | Difícil    | Moderada   | ♂/♂/♂             |
| "One Kiss" (DE)                                   | Calvin Harris, Dua Lipa                                                 | 2018 | Solo       | Medio      | Mínima     | ♀                 |
| "Pac Man" (*)                                     | Dancing Bros (Original de Toshio Kai)                                   | 1980 | Dance Crew | Fácil      | Mínima     | ♂/♂/♀/♂           |
| "Rave in the Grave"                               | AronChupa ft. Little Sis Nora                                           | 2018 | Dance Crew | Medio      | Moderada   | ♂/♂/♀/♂           |
| "Rhythm of the Night" (*)                         | Ultraclub 90 (Original de Corona)                                       | 1994 | Solo       | Fácil      | Moderada   | ♀                 |
| "Sangria Wine"                                    | Pharrell Williams, Camila Cabello                                       | 2018 | Solo       | Fácil      | Mínima     | ♀                 |
| "Shaky Shaky"                                     | Daddy Yankee                                                            | 2016 | Solo       | Fácil      | Moderada   | ♂                 |
| "Sugar"                                           | Maroon 5                                                                | 2015 | Dúo        | Fácil      | Mínima     | ♀/♂               |
| "Sweet Little Unforgettable Thing"                | Bea Miller                                                              | 2018 | Solo       | Fácil      | Mínima     | ♀                 |
| "Sweet Sensation"                                 | Flo Rida                                                                | 2018 | Dance Crew | Fácil      | Moderada   | ♂/♀/♂/♂           |
| "Toy"                                             | Netta                                                                   | 2018 | Solo       | Medio      | Moderada   | ♀                 |
| "Un Poco Loco" (*)                                | Disney•Pixar's Coco (Original de Gael García Bernal y Anthony Gonzalez) | 2017 | Solo       | Fácil      | Mínima     | ♂                 |
| "Water Me"                                        | Lizzo                                                                   | 2017 | Solo       | Fácil      | Intensa    | ♂                 |
| "Where Are You Now?"                              | Lady Leshurr ft. Wiley                                                  | 2016 | Trío       | Medio      | Moderada   | ♀/♀/♀             |
| "Work Work" (N) (**)                              | Britney Spears                                                          | 2013 | Trío       | Medio      | Moderada   | ♀/♀/♀             |

- Un "(*)" indica que la canción es un "cover" de la original.
- Un "(**)" indica que el título de la canción fue cambiado para el videojuego.
- Un "(8)" indica que la canción esta solo disponible para las consolas (Nintendo Switch, PlayStation 4. Xbox One y Wii U)
- Una "(N)" indica que la canción fue lanzada como demo en "Just Dance Now" antes de su lanzamiento oficial.
- Una "(D)" indica que la canción es descargable mediante el siguiente código: dancepgw
- Una "(DE)" indica que la canción aparece en la Demo del juego.

### Canciones eliminadas
Esta lista de canciones, son aquellas que Just Dance 2019, ha eliminado, debido a distintos motivos, ya sea por problemas de licencia o traslados.
| Canción               | Artista                   | Año  | Modo        | Dificultad | Intensidad | Bailarín(a/es/as) |
| --------------------- | ------------------------- | ---- | ----------- | ---------- | ---------- | ----------------- |
| "Dame Tu Cosita"      | El Chombo ft. Cutty Ranks | 2018 | Solo        | Fácil      | Mínima     | ♂                 |
| "Nice for What" (PSX) | Drake                     | 2018 | 6 Jugadores | Fácil      | Mínima     | ♀/♀/♀/♀/♀/♀       |

- Un "(PSX)" indica que la canción, fue eliminada para las consolas (Nintendo Switch,  PlayStation 4, Xbox One y Wii U mediante actualizaciones, Wii mediante nuevas copias).

## Modo Alternativo
Just Dance 2019 también se compone de rutinas alternativas de los sencillos principales,12 son los sencillos que pertenecen a este modo de juego:
| Canción                                           | Artista                                              | Año  | Nombre                           | Modo       | Dificultad | Intensidad | Bailarín(a/es/as) |
| ------------------------------------------------- | ---------------------------------------------------- | ---- | -------------------------------- | ---------- | ---------- | ---------- | ----------------- |
| "A Little Party Never Killed Nobody (All We Got)" | Fergie, Q-Tip & GoonRock                             | 2013 | Versión Gangster/Versión Años 20 | Trío       | Difícil    | Moderada   | ♂/♀/♂             |
| "Bang Bang Bang"                                  | BIGBANG                                              | 2015 | Versión Extrema                  | Solo       | Extrema    | Intensa    | ♂                 |
| "Bum Bum Tam Tam"                                 | MC Fioti, Future, J Balvin, Stefflon Don, Juan Magán | 2017 | Versión Científicos Locos        | Dúo        | Fácil      | Mínima     | ♂/♂               |
| "Finesse (Remix)"                                 | Bruno Mars ft. Cardi B                               | 2018 | Versión Extrema                  | Solo       | Extrema    | Intensa    | ♀                 |
| "Havana"                                          | Camila Cabello                                       | 2017 | Versión Tango                    | Dúo        | Difícil    | Moderada   | ♂/♀               |
| "Mad Love"                                        | Sean Paul & David Guetta ft. Becky G                 | 2018 | Versión Extrema                  | Solo       | Extrema    | Intensa    | ♀                 |
| "Mi Mi Mi" (*)                                    | Hit The Electro Beat (Original de Serebro)           | 2013 | Versión Atrevidas                | Dance Crew | Fácil      | Mínima     | ♀/♀/♀/♀           |
| "New Rules"                                       | Dua Lipa                                             | 2017 | Versión Extrema                  | Solo       | Extrema    | Intensa    | ♂                 |
| "OMG"                                             | Arash ft. Snoop Dogg                                 | 2016 | Versión Extrema                  | Solo       | Extrema    | Intensa    | ♀                 |
| "Water Me"                                        | Lizzo                                                | 2017 | Versión Tenis                    | Dúo        | Medio      | Moderada   | ♂/♂               |
| "Where Are You Now?"                              | Lady Leshurr ft. Wiley                               | 2016 | Versión Al Escondite             | Dúo        | Medio      | Moderada   | ♂/♂               |
| "Work Work"                                       | Britney Spears                                       | 2014 | Versión Extrema                  | Solo       | Extrema    | Intensa    | ♂                 |

- Un "(*)" indica que la canción es un "cover" de la original.

## Modo Kids
Just Dance 2019, al igual que su predecesor, compone de un modo de juego para niños en los que han intervenido coreógrafos expertos en el desarrollo de infantes. En él se incluyen 8 canciones exclusivas de este modo más 4 adaptaciones del juego general y algunas canciones del mismo en si.
| Canción                          | Artista                                                                 | Modo | Bailarín(a/es/as) |
| -------------------------------- | ----------------------------------------------------------------------- | ---- | ----------------- |
| "Boogiesaurus"                   | A. Caveman and the Backseats                                            | Solo | ♂                 |
| "Cosmic Party"                   | Equinox Stars                                                           | Solo | ♀                 |
| "Friendly Phantom"               | Halloween Thrills                                                       | Dúo  | ♂/♂               |
| "Irish Meadow Dance" (MK) (2016) | O'Callagan's Orchestra                                                  | Dúo  | ♂/♀               |
| "Jingle Bells" (MK) (K2)         | Santa Clones                                                            | Dúo  | ♀/♂               |
| "Monster of Jazz"                | Groove Century                                                          | Solo | ♂                 |
| "Mi Mi Mi" (*) (MK)              | Hit The Electro Beat (Original de Serebro                               | Duó  | ♂/♀               |
| "Shinobi Cat"                    | Glorious Black Belts                                                    | Solo | ♂                 |
| "Sugar" (MK)                     | Maroon 5                                                                | Dúo  | ♀/♂               |
| "Tales of the Desert"            | Persian Nights                                                          | Solo | ♀                 |
| "Un Poco Loco" (MK)              | Disney•Pixar's Coco (Original de Gael García Bernal y Anthony Gonzalez) | Solo | ♂                 |
| "Water Me" (MK)                  | Lizzo                                                                   | Solo | ♂                 |

- Un "(*)" indica que la canción es un "cover" de la original.
- Un "(MK)" indica que la canción es una adaptación al Modo Kids de la original.
- Un "(2016)" indica que la canción salió en el Just Dance 2016
- Un "(K2)" indica que la canción salió en el Just Dance Kids 2

## Características
| Generación                               | Séptima (Videoconsolas)         | Octava (Videoconsolas)                           |
| Plataformas                              | Xbox 360 y Wii                  | Nintendo Switch, Xbox One, PlayStation 4 y Wii U |
| ---------------------------------------- | ------------------------------- | ------------------------------------------------ |
| 40 canciones nuevas                      | Sí                              | Sí                                               |
| Community Remix y Autodance (C)          | Sí (Autodance solo en Xbox 360) | Sí (solo PS4 , Wii U Y Xbox One)                 |
| Listas de reproducciones personalizadas  | No                              | Sí                                               |
| Contador de calorías                     | Sí                              | Sí                                               |
| Ubisoft Club                             | No                              | Sí                                               |
| World Dance Floor                        | No                              | Sí                                               |
| Compatibilidad con Just Dance Controller | No                              | Sí (solo Xbox One y PlayStation 4)               |
| Just Dance Unlimited                     | No                              | Sí                                               |
| Modo Kids                                | Sí                              | Sí                                               |

- Una (C) indica que sólo es compatible con plataforma habilitado con cámara.

## Características específicas
| Generación                        | Séptima (Videoconsolas) | Octava (Videoconsolas)                           |
| Plataformas                       | Xbox 360 y Wii          | Nintendo Switch, Xbox One, PlayStation 4 y Wii U |
| --------------------------------- | ----------------------- | ------------------------------------------------ |
| SUPERSTAR                         | Sí                      | Sí                                               |
| MEGASTAR                          | Sí                      | Sí                                               |
| Sonidos de avatares               | No                      | Sí                                               |
| Color de menú en general          | Azul                    | Blanco                                           |
| Efecto de Gold Move actualizado   | No                      | Se mantiene el mismo que el del Just Dance 2018  |
| Nivel de Dancer Card              | No                      | Sí                                               |
| Pictogramas al ritmo de la música | No                      | Sí                                               |

## Novedades

### General
- La versión del Just Dance Controller de este juego, no está disponible en Nintendo Switch y Wii U.
- Esta versión no tendrá incluida el minijuego exclusivo para Nintendo Switch.
- Desaparece el modo World Dance Floor en Wii y Xbox 360.
- Desaparece el JD Wall en el juego.
- En la versión de Xbox 360, la lista de canciones va en orden alfabético, a excepción de A Little Party Never Killed Nobody (All We Got), que va en el centro y Where Are You Now? que va después de Work Work.
- Es el primer juego, en tener un avatar para cada entrenador del juego.
- Es el primer juego en tener la clasificación (E) en ESRB.
- Es el primer juego en eliminar canciones anunciadas anteriormente, en este caso Dame Tu Cosita y Nice for What.

### Nuevos elementos añadidos
En casi todas las sagas de Just Dance se añaden nuevos elementos, añadiendo en Just Dance 2019 los siguientes:
- Cambio de fuente en los nombres de los jugadores y las letras de las músicas.
- Cambio de modelo en las estrellas que los jugadores van ganando.
- Cambio de modelo en las coronas del jugador que va ganando.
- Se añaden las listas de reproducciones personalizadas. (Nintendo Switch, Wii U, Xbox One, PlayStation 4).
- Es el segundo juego desde Just Dance 2014 en incluir dificultades después de haberse descontinuado.
- Es el segundo juego que incluye títulos después del Just Dance 2014 en el nombre del jugador, excepto que en el Just Dance 2014 se eligen al azar y en este juego se pueden seleccionar.
- Es el sexto juego desde Just Dance Wii 2 (Japón) y Just Dance 3 en incluir un nivel de intensidad, o esfuerzo.
- El juego presentará el cuarto cambio importante de menú, pantalla principal, desde Just Dance 2016. (Nintendo Switch, Wii U, Xbox One, PlayStation 4).

## Just Dance Unlimited
Al igual que sus predecesores Just Dance 2016, Just Dance 2017 y Just Dance 2018, el juego ofrece este servicio de streaming como contenido adicional llamado Just Dance Unlimited, incluyendo antiguas como nuevas canciones e incluso versiones alternativas. Este servicio es exclusivo para quienes tengan suscripción en las consolas Nintendo Switch, PlayStation 4, Xbox One y Wii U. A continuación solo se detallan los sencillos exclusivos para este servicio. Para el Just Dance 2019, en Unlimited, todas las canciones también incluyen su respectivos niveles de dificultad e intensidad.
| Canción                                    | Artista                        | Año  | Modo       | Dificultad | Intensidad | Bailarín(a/es/as) | Fecha estreno                                                                      | Videojuego estreno |
| ------------------------------------------ | ------------------------------ | ---- | ---------- | ---------- | ---------- | ----------------- | ---------------------------------------------------------------------------------- | ------------------ |
| "Cheerleader"                              | OMI                            | 2014 | Dance Crew | Fácil      | Mínima     | ♂/♀/♂/♀           | 20 de octubre de 2015                                                              | Just Dance 2016    |
| "Улыбайся (SMILE)"                         | IOWA                           | 2012 | Solo       | Fácil      | Moderada   | ♀                 | 20 de octubre de 2015                                                              | Just Dance 2016    |
| "Better When I'm Dancin"                   | Meghan Trainor                 | 2015 | Solo       | Media      | Mínima     | ♀                 | 25 de noviembre de 2015                                                            | Just Dance 2016    |
| "Shut Up And Dance"                        | Walk the Moon                  | 2014 | Dúo        | Difícil    | Moderada   | ♀/♂               | 20 de enero de 2016                                                                | Just Dance 2016    |
| "Get Ugly"                                 | Jason Derulo                   | 2015 | Trío       | Medio      | Moderada   | ♀/♂/♀             | 26 de febrero de 2016                                                              | Just Dance 2016    |
| "Taste The Feeling"                        | Avicii vs. Conrad Sewell       | 2016 | Solo       | Fácil      | Mínima     | ♂                 | 10 de marzo de 2016                                                                | Just Dance 2016    |
| "Am I Wrong"                               | Nico & Vinz                    | 2013 | Solo       | Medio      | Moderada   | ♂                 | 21 de abril de 2016                                                                | Just Dance 2016    |
| "Hold My Hand"                             | Jess Glynne                    | 2015 | Solo       | Fácil      | Mínima     | ♂                 | 19 de mayo de 2016                                                                 | Just Dance 2016    |
| "Youth"                                    | Troye Sivan                    | 2016 | Solo       | Fácil      | Mínima     | ♂                 | 25 de octubre de 2016                                                              | Just Dance 2017    |
| "Имя 505" (Nombre 505)                     | Vremya i Steklo                | 2015 | Solo       | Medio      | Moderada   | ♀                 | 25 de octubre de 2016                                                              | Just Dance 2017    |
| "Ona Tańczy Dla Mnie"                      | Weekend                        | 2012 | Dúo        | Medio      | Moderada   | ♀/♂               | 25 de octubre de 2016                                                              | Just Dance 2017    |
| "Je Sais Pas Danser"                       | Natoo                          | 2016 | Solo       | Fácil      | Mínima     | ♀                 | 25 de octubre de 2016                                                              | Just Dance 2017    |
| "The Greatest"                             | Sia                            | 2016 | Solo       | Fácil      | Mínima     | ♀                 | 24 de noviembre de 2016                                                            | Just Dance 2017    |
| "Juju on that Beat (TZ Anthem)"            | Zay Hilfigerrr & Zayion McCall | 2016 | Dúo        | Medio      | Mínima     | ♂/♂               | 21 de diciembre de 2016                                                            | Just Dance 2017    |
| "Chiwawa" (A)                              | Wanko Ni Mero Mero             | 2016 | Solo       | Medio      | Moderada   | ♀                 | 26 de enero de 2017                                                                | Just Dance 2017    |
| "Don't Worry"                              | Madcon feat. Ray Dalton        | 2015 | Dúo        | Medio      | Moderada   | ♂/♂               | 26 de enero de 2017                                                                | Just Dance 2017    |
| "Me Too"                                   | Meghan Trainor                 | 2016 | Solo       | Fácil      | Moderada   | ♀                 | 23 de febrero de 2017                                                              | Just Dance 2017    |
| "How Deep Is Your Love"                    | Calvin Harris & Disciples      | 2015 | Solo       | Fácil      | Mínima     | ♀                 | 3 de marzo de 2017 (Nintendo Swich) 22 de junio de 2017 (PC, Xbox One, Wii U, PS4) | Just Dance 2017    |
| "HandClap"                                 | Fitz and The Tantrums          | 2016 | Trío       | Media      | Intensa    | ♂/♀/♂             | 23 de marzo de 2017                                                                | Just Dance 2017    |
| "Don't Let Me Down"                        | The Chainsmokers feat. Daya    | 2016 | Dúo        | Fácil      | Moderada   | ♀/♀               | 20 de abril de 2017                                                                | Just Dance 2017    |
| "Ain't My Fault"                           | Zara Larsson                   | 2016 | Solo       | Medio      | Moderada   | ♀                 | 30 de mayo de 2017                                                                 | Just Dance 2017    |
| "Wake Me Up Before You Go-Go" (A)          | Wham!                          | 1984 | Dúo        | Fácil      | Moderada   | ♂/♀               | 21 de julio de 2017                                                                | Just Dance 2017    |
| "J'Suis Pas Jalouse"                       | Andy Raconte                   | 2017 | Dúo        | Fácil      | Moderada   | ♂/♀               | 26 de octubre de 2017                                                              | Just Dance 2018    |
| "Sun"                                      | DEMO                           | 1999 | Solo       | Medio      | Moderada   | ♀                 | 26 de octubre de 2017                                                              | Just Dance 2018    |
| "Error"                                    | Natalia Nykiel                 | 2016 | Solo       | Medio      | Mínima     | ♀                 | 23 de noviembre de 2017                                                            | Just Dance 2018    |
| "Feel It Still"                            | Portugal. The Man              | 2017 | Solo       | Medio      | Moderada   | ♂                 | 25 de enero de 2018                                                                | Just Dance 2018    |
| "Mi Gente"                                 | J Balvin ft. Willy William     | 2017 | Trío       | Medio      | Moderada   | ♂/♂/♂             | 22 de febrero de 2018                                                              | Just Dance 2018    |
| "Naughty Girl" (A) (NS)                    | Beyonce                        | 2004 | Solo       | Fácil      | Mínima     | ♀                 | 12 de abril de 2018                                                                | Just Dance 2018    |
| "Sax"                                      | Fleur East                     | 2015 | Trío       | Medio      | Intensa    | ♀/♀/♀             | 19 de abril de 2018                                                                | Just Dance 2018    |
| "What Lovers Do"                           | Maroon 5 feat. SZA             | 2017 | Dúo        | Medio      | Mínima     | ♀/♂               | 21 de junio de 2018                                                                | Just Dance 2018    |
| "Dame Tu Cosita" (JD2019)                  | El Chombo ft. Cutty Ranks      | 2018 | Solo       | Fácil      | Moderada   | ♂                 | 26 de julio de 2018                                                                | Just Dance 2018    |
| "Dancing Queen" (2015R)                    | ABBA                           | 1975 | Trío       | Medio      | Mínima     | ♀/♀/♀             | 23 de agosto de 2018                                                               | Just Dance 2018    |
| "No Lie"                                   | Sean Paul ft. Dua Lipa         | 2017 | Dúo        | Medio      | Mínima     | ♀/♂               | 20 de septiembre de 2018                                                           | Just Dance 2018    |
| "There Is Nothing Better In The World" (R) | Bremenskiye Muzykanty          | 1969 | Dance Crew | Fácil      | Mínima     | ♂/♂/♂/♂           | 22 de octubre de 2018                                                              | Just Dance 2019    |
| "Hala Bel Khamis" (ME)                     | Maan Barghouth                 | 2018 | Solo       | Fácil      | Mínima     | ♂                 | 22 de octubre de 2018                                                              | Just Dance 2019    |
| "On Ne Porte Pas De Sous-Vêtements" (F)    | Mcfly & Carlito                | 2018 | Dúo        | Fácil      | Mínima     | ♂/♂               | 22 de octubre de 2018                                                              | Just Dance 2019    |
| "Done for Me"                              | Charlie Puth ft. Kehlani       | 2018 | Dúo        | Medio      | Moderada   | ♀/♂               | 20 de diciembre de 2018                                                            | Just Dance 2019    |
| "Swish Swish" (AE)                         | Katy Perry ft. Nicki Minaj     | 2017 | Dúo        | Extrema    | Intensa    | ♂/♂               | 17 de enero de 2019                                                                | Just Dance 2019    |
| "Medicina"                                 | Anitta                         | 2018 | Dance Crew | Medio      | Mínima     | ♂/♀/♂/♀           | 7 de marzo de 2019                                                                 | Just Dance 2019    |
| "Lush Life"                                | Zara Larsson                   | 2015 | Solo       | Fácil      | Mínima     | ♀                 | 14 de marzo de 2019                                                                | Just Dance 2019    |
| "Criminal"                                 | Natti Natasha, Ozuna           | 2017 | Dúo        | Fácil      | Mínima     | ♀/♂               | 21 de marzo de 2019                                                                | Just Dance 2019    |
| "Medicina" (AE)                            | Anitta                         | 2018 | Solo       | Extrema    | Intensa    | ♂                 | 27 de junio de 2019                                                                | Just Dance 2019    |
| "Jump"                                     | Major Lazer ft. Busy Signal    | 2018 | Dúo        | Media      | Intensa    | ♂/♀               | 4 de julio de 2019                                                                 | Just Dance 2019    |
| "Peanut Butter Jelly"                      | Galantis                       | 2015 | Trio       | Media      | Moderada   | ♀/♂/♀             | 11 de julio de 2019                                                                | Just Dance 2019    |
| "7 Rings" (L) (JD2020)                     | Ariana Grande                  | 2019 | Trio       | Media      | Moderada   | ♀/♀/♀             | 16 de octubre de 2019                                                              | Just Dance 2019    |
| "Don't Know Me"                            | Jax Jones ft. Raye             | 2016 | Solo       | P/A        | P/A        | ♀                 | 24 de octubre de 2019                                                              | Just Dance 2019    |
| "Boys"                                     | Lizzo                          | 2019 | Solo       | P/A        | P/A        | ♂                 | 31 de octubre de 2019                                                              | Just Dance 2019    |
| "Mayores"                                  | Becky G, Bad Bunny             | 2019 | Solo       | P/A        | P/A        | ♂                 | 7 de noviembre de 2019                                                             | Just Dance 2019    |

- Una "(A)" indica que la canción es una versión alternativa de la original.
- Un "(NS)" indica que la canción es exclusiva para la consola Nintendo Switch.
- Un "(JD2019)" indica que la canción fue anunciada en el juego Just Dance 2019.
- Un "(JD2020)" indica que la canción aparecerá en la lista principal de Just Dance 2020.
- Un "(2015R)" indica que la canción fue originalmente planeada para el Just Dance 2015, pero fue eliminada del juego.
- Una "(R)" indica que la canción está en el listado principal en Rusia.
- Una "(ME)" indica que la canción está en el listado principal en Medio Oriente.
- Una "(F)" indica que la canción está en el listado principal en Francia.
- Una "(AE)" indica que la canción es la versión alternativa extrema de la original.
- Una "(L)" indica que la canción estará disponible por tiempo limitado.